# Ivan Bobko
Ivan Bobko, född 10 december 1990, är en ukrainsk fotbollsspelare som spelar för kazakiska Okzjetpes. Han har tidigare spelat för Tjornomorets Odessa, Metalist Charkiv, Debreceni och AFC Eskilstuna.

## Karriär
I februari 2019 värvades Bobko av AFC Eskilstuna, där han skrev på ett tvåårskontrakt. Bobko gjorde allsvensk debut den 12 april 2019 i en 1–1-match mot Örebro SK, där han blev inbytt i den 52:a minuten mot Denni Avdić. I juni 2019 fick Bobko lämna klubben.